# Worms (gra komputerowa 2007)
Worms – komputerowa strategiczna gra turowa, wyprodukowana i wydana przez brytyjskie studio Team17. Jej premiera odbyła się 7 marca 2007 roku w dystrybucji elektronicznej na konsoli Xbox 360, natomiast później pojawiły się wersje na platformę PlayStation 3 oraz systemy operacyjne iOS i Android. Jest to część serii gier komputerowych Worms.